# Karl Menninger (Mathematiker)
Karl Menninger (* 6. Oktober 1898 in Frankfurt am Main; † 2. Oktober 1963 in Heppenheim) war ein deutscher Mathematikhistoriker und Autor mathematischer Sachbücher.

## Leben
Karl Menninger war der Sohn eines Eisenbahnbeamten und ging in Darmstadt auf das Realgymnasium. Ab 1917 studierte er Mathematik, Physik, Philosophie und Geographie in Heidelberg, Darmstadt (TH Darmstadt), München und Frankfurt am Main, wo er 1921 bei Ludwig Bieberbach promoviert wurde (Das Problem der Mathematik bei Bernard Bolzano). Nach der Lehramtsprüfung war er von 1923 bis zu seinem Tod 1963 Gymnasiallehrer  für Mathematik, Physik und Kunst in Heppenheim an der Bergstraße. Ab 1936 war er Studienrat und ab 1955 Oberstudienrat. Seit den 1920er Jahren hielt er Rundfunkvorträge über Mathematik und begann 1931 mit der Publikation populärwissenschaftlicher Bücher über Mathematik. Während des Zweiten Weltkriegs unterrichtete er als Gastdozent an der Universität Gießen.
Menninger ist vor allem für sein in viele Fremdsprachen übersetztes Buch Zahlwort und Ziffer – Eine Kulturgeschichte der Zahl von 1934 bekannt, das von der Geschichte mathematischer Notation in aller Welt handelt. Bis kurz vor seinem Tod arbeitete er an einem Buch über die Geschichte der Perspektive.
1957 erhielt er die Liebig-Medaille der Universität Gießen.

## Schriften
- Rechenkniffe: Lustiges und vorteilhaftes Rechnen – ein Lehr- und Handbuch für das tägliche Rechnen, 12. Auflage, Vandenhoeck und Ruprecht 1983 (zuerst 1931)
- Ali Baba und die 39 Kamele, 11. Auflage, Vandenhoeck und Ruprecht 1982 (zuerst 1940)
- Zahlwort und Ziffer – eine Kulturgeschichte der Zahl, Breslau, Hirt 1934, 2., durchgesehene und erweiterte Auflage, Vandenhoeck und Ruprecht 1957/58 in zwei Bänden, 3. Auflage 1979 (englische Übersetzung 1969 Number Words and Number Symbols, Cambridge, Mass., M.I.T. Press)
- Mathematik und Kunst, Vandenhoeck und Ruprecht 1959
- Mathematik in deiner Welt – von ihrem Geist und ihrer Art zu Denken, Vandenhoeck und Ruprecht 1958
- Zwischen Raum und Zahl- mathematische Streifzüge, Ullstein 1960
- Kugelbauch, Vandenhoeck und Ruprecht 1961 (mathematische Gedichte, Zeichnungen von W. Menninger)